# Інститут нафтохімічного синтезу імені А. В. Топчиева РАН
Інститут нафтохімічного синтезу імені А. В. Топчиева РАН (рос. Институт нефтехимического синтеза имени А. В. Топчиева РАН) — науково-дослідний, розташований у Москві (РФ). Створений постановою Президії Академії наук СРСР від 23 червня 1934 р. Наказом Держкомітету по паливній промисловості при Держплані СРСР від 28 травня 1963 р. інституту були передані лабораторія, відділи, проектно-конструкторська частина і експериментальна база ДІВуглезбагачення. Наказом Міністерства вугільної промисловості СРСР від 16 березня 1970 р. інститут розділений на два спеціалізованих інститути — Інститут горючих копалин (рос. ИГИ) і Науково-дослідний і проектно-конструкторський інститут збагачення твердих горючих копалин (рос. ИОТГ).
На початку XXI ст. Інститут є провідною організацією Росії, що виконує дослідження і розробки по вуглехімії. «Федеральне державне унітарне підприємство „Інститут горючих копалин“» (рос. ФГУП ИГИ) є правонаступником державного підприємства — Інституту горючих копалин Міністерства палива і енергетики Російської Федерації.

## Напрямки діяльності
Інститут горючих копалин створений з метою системного вивчення ресурсів викопного палива і розв'язання проблем його комплексного використання в народному господарстві країни.
Основна наукова спрямованість:
- проблеми хімії і хімічної технології вугілля, в тому числі вивчення речовинного складу, будови, реакційної здатності і застосовності вугілля перспективних родовищ як сировини для гідрогенізації, коксування, газифікації та інших процесів;
- створення наукової класифікації вугілля;
- розробка методів виробництва синтетичного рідкого і газоподібного палива, висококалорійного енергетичного палива, комплексного використання мінеральних компонентів вугілля та ін.

Коло пріоритетних проблем, які досліджував інститут:
- розвиток науки про тверде паливо і його перетворення;
- розробка теоретичних основ процесів комплексного використання твердих горючих копалин, нових процесів отримання з твердого палива сировини для хімічної промисловості і нових матеріалів, способів збереження якості твердого палива і боротьби з його втратами при зберіганні і транспортуванні;
- створення нових видів побутового палива, розширення паливної бази металургії.

## Структура
У складі інституту в кінці XX ст. було 19 наукових лабораторій, експериментальна база; аспірантура.